# UCI World Tour 2014
UCI World Tour 2014 – 6. edycja cyklu szosowych wyścigów kolarskich o najwyższej randze w klasyfikacji UCI. Seria rozpoczęła się 21 stycznia w Australii wyścigiem Tour Down Under, a zakończyła 14 października ostatnim etapem wyścigu Tour of Beijing w Chinach.
W kalendarzu na sezon 2014 figurowało 28 wyścigów (14 wieloetapowych i 14 jednodniowych). Tour de Pologne – najważniejszy wyścig kolarski w Polsce, ponownie znalazł się w programie.
Prawo startu miało 18 zespołów zawodowych. W porównaniu z rokiem ubiegłym nastąpiły dwie zmiany w zestawieniu ekip. W miejsce Vacansoleil-DCM oraz Euskaltel-Euskadi (oba zespoły zostały rozwiązane) licencję UCI ProTeams zdobył zespół Team Europcar.

## Drużyny
| Kod UCI | Zespół                  | Siedziba          | Oficjalna strona |
| ------- | ----------------------- | ----------------- | ---------------- |
| ALM     | Ag2r-La Mondiale        | Francja           |                  |
| AST     | Astana Pro Team         | Kazachstan        |                  |
| BEL     | Belkin Pro Cycling Team | Holandia          |                  |
| BMC     | BMC Racing Team         | Stany Zjednoczone |                  |
| CAN     | Cannondale Pro Cycling  | Włochy            |                  |
| EUC     | Team Europcar           | Francja           |                  |
| FDJ     | FDJ.fr                  | Francja           |                  |
| GRS     | Garmin-Sharp            | Stany Zjednoczone |                  |
| GIA     | Team Giant-Shimano      | Holandia          |                  |
| KAT     | Katusha Team            | Rosja             |                  |
| LAM     | Lampre-Merida           | Włochy            |                  |
| LTB     | Lotto-Belisol           | Belgia            |                  |
| MOV     | Movistar Team           | Hiszpania         |                  |
| OPQ     | Omega Pharma-Quick Step | Belgia            |                  |
| OGE     | Orica GreenEdge         | Australia         |                  |
| SKY     | Team Sky                | Wielka Brytania   |                  |
| TTS     | Team Tinkoff-Saxo       | Rosja             |                  |
| TFR     | Trek Factory Racing     | Stany Zjednoczone |                  |

## Klasyfikacje

### Klasyfikacja indywidualna
| M-ce | Imię i nazwisko        | Kraj            | Drużyna                 | Pkt |
| ---- | ---------------------- | --------------- | ----------------------- | --- |
| 1.   | Alejandro Valverde     | Hiszpania       | Movistar Team           | 686 |
| 2.   | Alberto Contador       | Hiszpania       | Team Tinkoff-Saxo       | 620 |
| 3.   | Simon Gerrans          | Australia       | Orica GreenEdge         | 478 |
| 4.   | Rui Costa              | Portugalia      | Lampre-Merida           | 461 |
| 5.   | Vincenzo Nibali        | Włochy          | Astana Pro Team         | 392 |
| 6.   | Nairo Quintana         | Kolumbia        | Movistar Team           | 346 |
| 7.   | Chris Froome           | Wielka Brytania | Team Sky                | 326 |
| 8.   | Alexander Kristoff     | Norwegia        | Katusha Team            | 321 |
| 9.   | Daniel Martin          | Irlandia        | Garmin-Sharp            | 316 |
| 10.  | Jean-Christophe Péraud | Francja         | Ag2r-La Mondiale        | 300 |
| 16.  | Michał Kwiatkowski     | Polska          | Omega Pharma-Quick Step | 257 |
| 20.  | Rafał Majka            | Polska          | Team Tinkoff-Saxo       | 241 |
| 76.  | Przemysław Niemiec     | Polska          | Lampre-Merida           | 67  |

### Klasyfikacja drużynowa
| Miejsce | Drużyna                 | Punkty | Top 5 zawodników                                                                     |
| ------- | ----------------------- | ------ | ------------------------------------------------------------------------------------ |
| 1       | Movistar Team           | 1440   | Valverde (686), N. Quintana (346), Intxausti (119), J. Izagirre (105), Lobato (74)   |
| 2       | BMC Racing Team         | 1212   | Gilbert (272), van Garderen (219), Van Avermaet (210), Evans (188), S. Sánchez (123) |
| 3       | Team Tinkoff-Saxo       | 1118   | Contador (620), Majka (241), Kreuziger (135), Rogers (60), Bennati (10)              |
| 4       | Omega Pharma-Quick Step | 1016   | Kwiatkowski (257), Terpstra (200), Urán (173), T. Martin (146), Vandenbergh (100)    |
| 5       | Orica GreenEdge         | 953    | Gerrans (478), Chaves (80), Albasini (80), Impey (73), Matthews (72)                 |
| 6       | Katusha Team            | 938    | Kristoff (321), Rodríguez (286), Špilak (173), D. Moreno (84), G. Caruso (74)        |
| 7       | Ag2r-La Mondiale        | 919    | Péraud (300), Bardet (247), Pozzovivo (197), Betancur (114), Riblon (61)             |
| 8       | Team Giant-Shimano      | 905    | Degenkolb (278), T. Dumoulin (240), Kittel (136), Barguil (103), Mezgec (58)         |
| 9       | Team Sky                | 890    | Froome (326), Thomas (168), Nieve (104), Swift (91), Porte (71)                      |
| 10      | Astana Pro Team         | 823    | Nibali (392), Aru (248), Fuglsang (97), Hrywko (60), Gasparotto (26)                 |
| 11      | Garmin-Sharp            | 807    | D. Martin (316), Talansky (135), Navardauskas (126), Slagter (84), Hesjedal (76)     |
| 12      | Belkin Pro Cycling Team | 795    | Mollema (246), Vanmarcke (216), Kelderman (162), Boom (109), Gesink (62)             |
| 13      | Trek Factory Racing     | 759    | Cancellara (286), Nizzolo (108), Arredondo (101), Zubeldia (84), Kišerlovski (80)    |
| 14      | Lampre-Merida           | 706    | Costa (461), Ulissi (125), Niemiec (67), Modolo (36), Cimolai (17)                   |
| 15      | Lotto-Belisol           | 590    | Wellens (204), Gallopin (140), J. Vanendert (104), Van Den Broeck (96), Greipel (46) |
| 16      | FDJ.fr                  | 505    | Pinot (162), Vichot (128), Bouhanni (116), Démare (77), Geniez (22)                  |
| 17      | Cannondale Pro Cycling  | 456    | P. Sagan (263), D. Caruso (47), Formolo (30), De Marchi (22), Basso (14)             |
| 18      | Team Europcar           | 271    | Rolland (138), Gautier (84), Sicard (22), Voeckler (16), Coquard (11)                |

### Klasyfikacja krajów
| Miejsce | Kraj              | Punkty | Top 5 zawodników                                                                      |
| ------- | ----------------- | ------ | ------------------------------------------------------------------------------------- |
| 1       | Hiszpania         | 1834   | Valverde (686), Contador (620), Rodríguez (286), S. Sánchez (123), Intxausti (119)    |
| 2       | Włochy            | 1070   | Nibali (392), Aru (248), Pozzovivo (197), Ulissi (125), Nizzolo (108)                 |
| 3       | Belgia            | 1006   | Vanmarcke (216), Van Avermaet (210), Wellens (204), Gilbert (164), J. Vanendert (104) |
| 4       | Francja           | 987    | Péraud (300), Bardet (247), Pinot (162), Gallopin (140), Rolland (138)                |
| 5       | Holandia          | 957    | Mollema (246), T. Dumoulin (240), Terpstra (200), Kelderman (162), Boom (109)         |
| 6       | Australia         | 869    | Gerrans (478), Evans (188), Matthews (72), Porte (71), Rogers (60)                    |
| 7       | Kolumbia          | 814    | N. Quintana (346), Urán (173), Betancur (114), Arredondo (101), Chaves (80)           |
| 8       | Wielka Brytania   | 721    | Froome (326), Thomas (168), Cavendish (92), Swift (91), A. Yates (44)                 |
| 9       | Niemcy            | 640    | Degenkolb (278), T. Martin (146), Kittel (136), Greipel (46), Geschke (34)            |
| 10      | Polska            | 565    | Kwiatkowski (257), Majka (241), Niemiec (67)                                          |
| 11      | Portugalia        | 463    | Costa (461), Cardoso (2)                                                              |
| 12      | Stany Zjednoczone | 430    | van Garderen (219), Talansky (135), Farrar (64), Horner (10)                          |
| 13      | Szwajcaria        | 423    | Cancellara (286), Albasini (80), Morabito (42), Zaugg (9), Dillier (6)                |
| 14      | Irlandia          | 357    | D. Martin (316), Deignan (38), Roche (3)                                              |
| 15      | Norwegia          | 332    | Kristoff (321), Hushovd (8), Nordhaug (1)                                             |